# Veronika Zemanová
Veronika Zemanová (České Budějovice, 14 aprile 1975) è una modella ceca.

## Carriera
Inizia a lavorare come fotografa, professione che pratica dal 1993 al 1997, dopo essersi trasferita a Praga. In seguito al furto dell'attrezzatura si propone come modella, con un primo servizio realizzato in Italia con il nome d'arte di "Eva". Successivamente, a causa di errore di stampa, il suo vero nome viene pubblicato al posto dello pseudonimo e da quel momento non lo modificherà più.
Al contrario di altre attrici e modelle del periodo, grazie a un seno naturale già di grandi dimensioni non ricorre subito alla chirurgia estetica, divenendo quindi una delle modelle simbolo del seno naturale (uno dei suoi primi servizi fotografici era stato voluto da Perfect Ten Magazine, una rivista specializzata in nudi di ragazze naturali, nel numero estate/autunno 1998), anche se nel 2001 deciderà comunque di ricorrere al bisturi.
Nel 2002 realizza un singolo dal titolo The Model, rifacimento di una canzone dei Kraftwerk, cantata in inglese.
Nel 2003 si sposa e, l'anno seguente, decide di ritirarsi dalle scene, mantenendo però attivo il suo sito personale.
Negli anni ha ottenuto numerosissimi servizi e copertine su riviste per soli uomini e non, tra cui Playboy, Penthouse e il britannico Mayfair.

## Servizi su riviste (parziale)
- Mayfair Vol. 33, Iss. 3, marzo 1998;
- Mayfair Vol. 33, Iss. 5, maggio 1998;
- Mayfair Vol. 33, Iss. 7, luglio 1998;
- Mayfair Vol. 33, Iss. 8, agosto 1998;
- Mayfair Vol. 34, Iss. 10, ottobre 1999;
- Playboy (edizione francese) aprile 2001;
- Playboy's Voluptuous Vixens Vol. 5, settembre 2001;
- Playboy's Playmates in Bed Vol. 5, novembre 2001;
- Playboy's Book of Lingerie Vol. 84, marzo 2002;
- Playboy's Girls of Summer maggio 2002;
- Playboy's Voluptuous Vixens Vol. 6, agosto 2002;
- Penthouse (edizione statunitense) dicembre 2002;
- Penthouse (edizione olandese) 2002;
- Playboy's Sexy 100, febbraio 2003;
- Playboy's Vixens aprile/maggio 2005.

## Servizi video e filmografia (parziale)
- FHM Adult Entertainment 2006 (2005) (come Veronica Zemanova);
- Actiongirls.com Volume 1 (2005);
- Hot Body Quick Strips: Blondes Tease, Brunettes Please (2004);
- Danni's International Beauties (2004);
- Hot Body: Pajama Playtime (2003);
- May Girls of IVOLT (2002);
- Suze Randall's Erotic Idols (2002);
- Panthyhose & Stocking Tease (2002) (distribuito negli USA come "Veronika Zemanova");
- Danni's Busty Naturals (2002);
- Danni's Naughty Pinups (2002);
- Danni.com Presents Veronika Zemanova (2002).